# Venus and Mars
Venus and Mars è il quarto album in studio dei Wings, pubblicato nel 1975 dopo il successo di Band on the Run, ottenne un buon successo e fu seguito da un tour mondiale.

## Origine e storia
Dopo aver registrato Band on the Run con i Wings ridotti a un trio, composto da lui, dalla moglie Linda e dal chitarrista Denny Laine, McCartney reclutò Jimmy McCulloch come chitarra solista e Geoff Britton alla batteria come nuovi membri. Avendo già scritto parecchie nuove canzoni, McCartney decise per New Orleans, Louisiana come sede delle sessioni di registrazione per il nuovo album, e il gruppo vi si stabilì nel 1975. Tre brani vennero registrati a Abbey Road nel novembre 1974: Love in Song, Letting Go e Medicine Jar.
Appena cominciarono le sedute in studio, le divergenze caratteriali tra McCulloch e Britton, che si erano largamente evidenziate durante le sessioni svoltesi nel 1974 a Nashville, divennero sempre più pronunciate, e Britton — dopo soli sei mesi — lasciò i Wings, avendo suonato soltanto su tre nuove canzoni. Il rimpiazzo, l'americano Joe English, venne reclutato in tutta fretta così da poter terminare l'album.
Le sessioni stesse si rivelarono molto produttive, il gruppo non solo portò a termine il nuovo disco, ma registrò anche diverse canzoni aggiuntive, incluse due future B-side: Lunch Box/Odd Sox e My Carnival.
John Lennon, che nel 1974 stava trascorrendo il suo periodo di separazione da Yōko Ono a Los Angeles, aveva confidato a May Pang (la sua ragazza di allora) di avere in mente di andare a trovare McCartney durante le sedute di registrazione per Venus and Mars, ma questo non si avverò mai. La visita pianificata da Lennon, sfumò definitivamente quando egli si rimise insieme a Yoko Ono poco tempo dopo.
La foto di copertina raffigura su sfondo nero due palle da biliardo, una gialla e una rossa, a simboleggiare rispettivamente i pianeti Venere e Marte, "Venus" and "Mars" appunto.

## Pubblicazione
Preceduto dal singolo Listen to What the Man Said pubblicato in maggio e che salì in cima alla classifica in America, Venus and Mars arrivò nei negozi due settimane dopo, raccogliendo recensioni abbastanza buone e vendite lusinghiere. L'album raggiunse il numero 1 in classifica negli Stati Uniti, in Gran Bretagna e in molti paesi del mondo e vendette diversi milioni di copie, anche se non ebbe lo stesso successo del precedente  Band on the Run pubblicato l'anno prima.
Viste le buone vendite del disco, furono pubblicati anche altri due singoli aggiuntivi, Letting Go e Venus and Mars/Rock Show, ma con meno successo.
A settembre i Wings diedero inizio al lungo giro di concerti denominato Wings Over the World Tour, e suonarono anche in Australia, negli Stati Uniti e in Canada.
Nel 1993, Venus and Mars è stato rimasterizzato e ristampato in CD come parte della serie The Paul McCartney Collection con l'aggiunta di Zoo Gang (B-side del singolo Band on the Run), Lunch Box/Odd Sox (B-side di Coming Up del 1980), e My Carnival (B-side di Spies Like Us del 1985) come tracce bonus. Nel 2007, Venus and Mars è stato reso disponibile per il download a pagamento su iTunes con le tre canzoni aggiuntive e una versione lunga 6 minuti di My Carnival chiamata "Party Mix".

## Accoglienza
| Recensione                     | Giudizio      |
| ------------------------------ | ------------- |
| AllMusic                       | [ 7 ]         |
| Christgau's Record Guide       | B+            |
| Classic Rock                   | 8/10          |
| The Essential Rock Discography | 6/10          |
| Mojo                           | [ 10 ]        |
| MusicHound                     | [ 11 ]        |
| Q                              | [ 12 ]        |
| Record Collector               | [ 13 ]        |
| Rolling Stone                  | (sfavorevole) |
| The Rolling Stone Album Guide  | [ 15 ]        |
| Ondarock                       | 7/10          |

Venus and Mars è un disco pop nella concezione più commerciale e meno nobile del termine. Si tratta del disco con il quale McCartney tenta, riuscendovi in parte, di diventare una vera e propria rockstar scrollandosi di dosso l'ingombrante ombra dei Beatles. Il critico Bob Woffinden definì così l'album e il momento artistico che stava attraversando il musicista: «McCartney era molto lontano dai tempi di Sgt. Pepper's e dal periodo in cui trascinava gli altri Beatles verso vette sempre più alte dell'elaborazione artistica. Venus and Mars ha una specie di sapore commerciale. Ogni cosa è superficiale, nulla è affrontato in profondità o nei particolari, tutto è studiato per essere alla moda e piacere al pubblico di massa». Paul è alla ricerca di un successo di grande dimensioni che faccia da trampolino di lancio per l'imminente tour mondiale dei Wings, e il pubblico lo segue, l'album diventa numero 1 in Gran Bretagna, negli Stati Uniti, in Francia, Canada, Nuova Zelanda e Norvegia, n. 2 in Australia e Svezia, n. 5 in Olanda e n. 9 in Giappone.

## Tracce
Tutti i brani sono opera di Paul McCartney, eccetto dove indicato.

### Lato A
1. Venus and Mars – 1:20
2. Rock Show – 5:31
3. Love in Song – 3:04
4. You Gave Me the Answer – 2:15
5. Magneto and Titanium Man – 3:16
6. Letting Go – 4:33

### Lato B
1. Venus and Mars (Reprise) – 2:05
2. Spirits of Ancient Egypt – 3:04
3. Medicine Jar – 3:37 (Jimmy McCulloch, Colin Allen)
4. Call Me Back Again – 4:59
5. Listen to What the Man Said – 4:01
6. Treat Her Gently/Lonely Old People (medley) – 4:21
7. Crossroads Theme – 1:00 (Tony Hatch)

### Tracce bonus - Edizione rimasterizzata del 1993
1. Zoo Gang (Lato B del singolo Band On The Run, 28/6/1974) - 2:01
2. Lunch Box/Odd Sox (Brano registrato durante le session di Venus And Mars e pubblicato come Lato B del singolo Coming Up, 11/4/1980) - 3:50
3. My Carnival (Brano registrato durante le session di Venus And Mars e pubblicato come Lato B del singolo Spies Like Us, 18/11/1985) - 3:57

### Paul McCartney Archive Collection - 2014
Nel 2014 l'album è stato ristampato dalla Hear Music/Concord Music Group come parte della serie Paul McCartney Archive Collection. Il disco è stato distribuito in molteplici formati:
- Standard Edition 2-CD; l'album originale sul primo disco, più 14 tracce bonus sul secondo disco.
- Deluxe Edition 2-CD/1-DVD; 
  - l'album originale rimasterizzato agli Abbey Road Studios di Londra;
  - un bonus disc audio con 14 tracce incluso il singolo Junior's Farm e tracce rare precedentemente inedite;
  - un libro di 128 pagine a tiratura limitata con un'intervista a Paul McCartney, fotografie rare ed inedite opera di Linda McCartney e Aubrey Powell, inserti di materiali d'archivio (incluso il facsimile del foglio delle liriche scritte da Paul), storia dell'album e commento di ogni traccia, un pass "Paul and Linda McCartney - Venus and Mars", il "making of" di Venus and Mars e un poster "Wings in concert at Elstree";
  - un DVD con materiale inedito incluso lo spot TV per l'uscita dell'album (diretto da Karel Reisz), foto della band a New Orleans ("Recording My Carnival" e "Bon Voyageur") e durante le sessioni di registrazione per Venus and Mars agli Elstree Studios ("Wings At Elstree");
  - Accesso al download digitale a 24bit 96 kHz high-resolution della versione rimasterizzata dell'album e delle bonus tracks.
- Remastered vinyl
- High Resolution

Disc 1
L'album originale rimasterizzato.
Disc 2 – Bonus Audio
1. Junior's Farm – 4:23
2. Sally G – 3:40
3. Walking In the Park With Eloise – 3:10
4. Bridge On The River Suite – 3:11
5. My Carnival – 3:59
6. Going To New Orleans (My Carnival) – 2:07
7. Hey Diddle [Ernie Winfrey Mix] – 3:51
8. Let's Love – 2:05
9. Soily [from One Hand Clapping] – 3:57
10. Baby Face [from One Hand Clapping] – 1:43
11. Lunch Box/Odd Sox – 3:55
12. 4th Of July – 3:49
13. Rock Show [Old Version] – 7:09
14. Letting Go [Single Mix] – 3:36

Disc 3 – DVD
1. Recording My Carnival
2. Bon Voyageur
3. Wings At Elstree
4. Venus and Mars TV Ad

## Formazione

### Gruppo
- Paul McCartney - voce, basso, tastiere
- Linda McCartney - tastiere, cori
- Denny Laine - voce, chitarra, cori
- Jimmy McCulloch - voce, chitarra, cori
- Joe English - batteria (tranne in Love in song, Letting go e Medicine Jar)

### Altri musicisti
- Geoff Britton - batteria in Love in song, Letting go e Medicine Jar
- Dave Mason - chitarra in Listen to what the man said
- Allen Toussaint - pianoforte in Rock show
- Kenneth Williams - congas in Rock show
- Tom Scott - sassofono in Listen to what the man said